# Gończy Hamiltona
Gończy Hamiltona – rasa psa, należąca do grupy psów gończych, zaklasyfikowana do sekcji średnich psów gończych. Podlega próbom pracy.

## Rys historyczny
Gończy Hamiltona jest najpopularniejszą rasą szwedzkich psów gończych. Jest on potomkiem angielskich foxhoundów i gończych niemieckich. Gończe te po raz pierwszy pokazano na wystawie w 1886 roku. Swą nazwę zawdzięczają twórcy rasy, hrabiemu Hamilton.

## Wygląd

### Budowa
Jest to pies o mocno zbudowanej sylwetce

### Szata i umaszczenie
Maść jest ruda z czarnym siodłem i białymi znaczeniami. Jego sierść jest latem krótka i gładka, zimą gęsta, z podszerstkiem, obfita między palcami.

## Zachowanie i charakter
Gończy Hamiltona jest psem łagodnym, przyjacielskim wobec ludzi i spokojnym. Ze względu na swoje przeznaczenie i użytkowość jest psem aktywnym, wymagającym zaspokojenia tej potrzeby.